# Bujesily
Bujesily település Csehországban, Rokycanyi járásban. Bujesily Kozojedy, Bohy, Kladruby, Hlohovice, Lhotka u Radnic és Liblín településekkel határos. Lakosainak száma 80 fő (2024. január 1.).

## Népesség
A település lakosságának változását az alábbi diagram mutatja:
| Lakosok száma | 202  | 180  | 156  | 109  | 80   | 61   | 62   | 65   | 72   | 80   |
|               | 1869 | 1900 | 1921 | 1961 | 1980 | 2011 | 2016 | 2019 | 2021 | 2024 |